# Efectos del calentamiento global

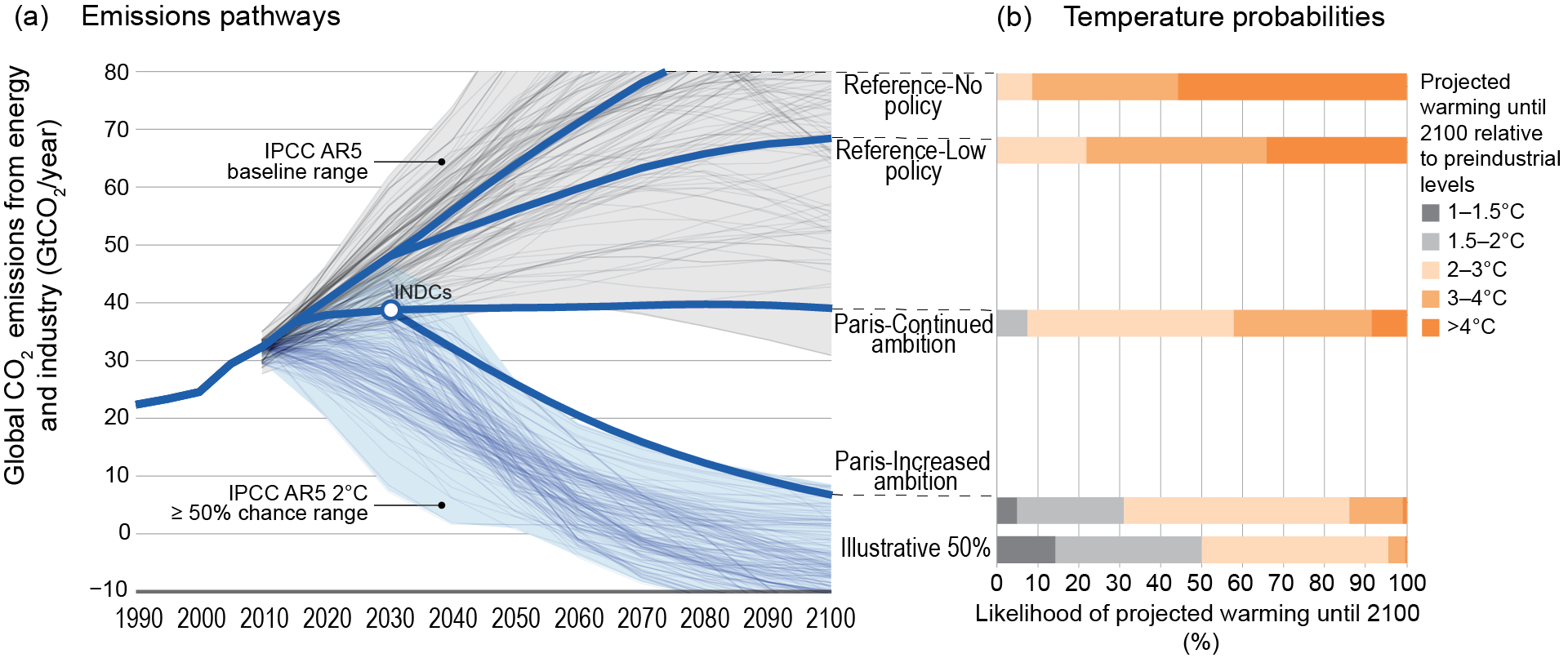
Emisiones globales de CO_{2} y resultados probabilísticos de temperatura de diferentes políticas

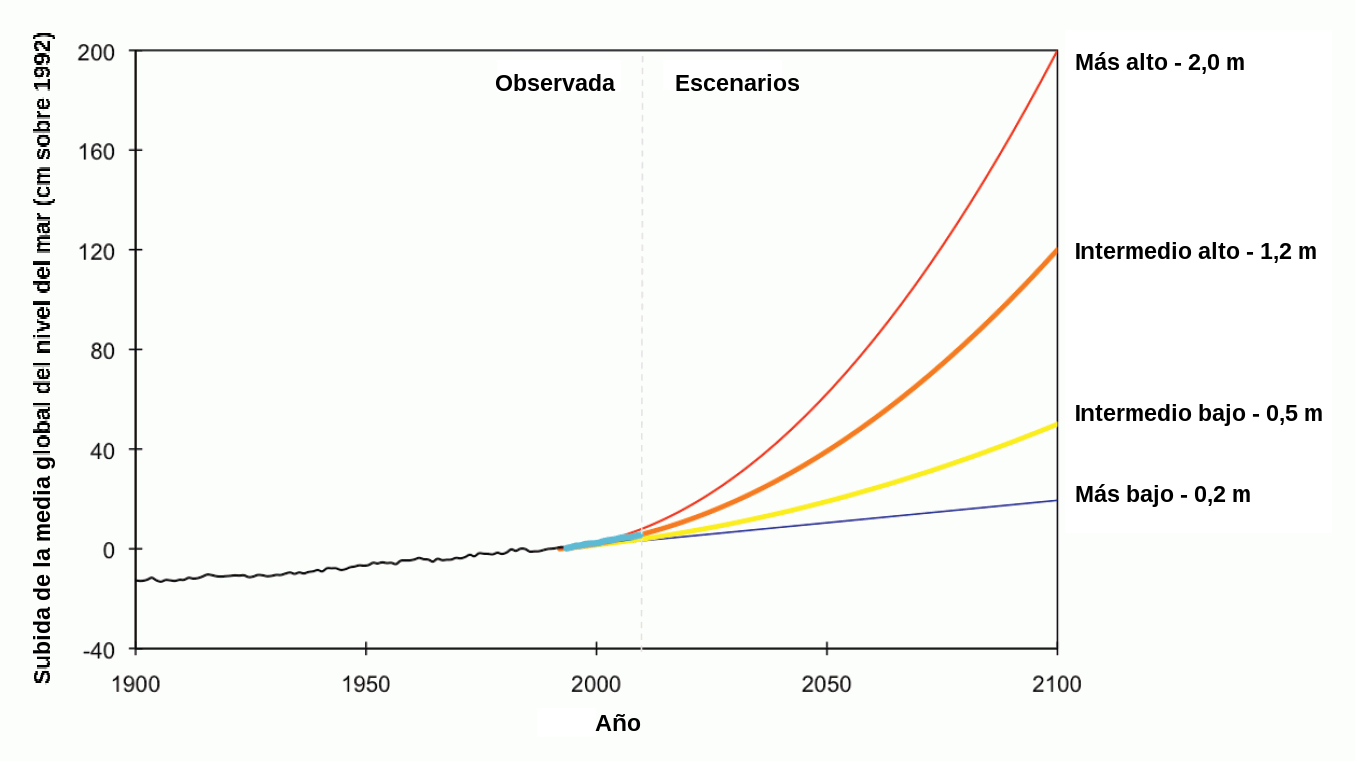
Proyecciones del promedio global de la subida del nivel del mar por Parris y otros. No se han asignados probabilidades a estas proyecciones, por lo tanto ninguna de estas proyecciones debe interpretarse como una «mejor estimación» de la subida futura del nivel del mar. Crédito de la imagen: NOAA.

Los efectos del calentamiento global incluyen efectos ambientales, sociales, económicos y de salud. Algunos ya se observan y otros se esperan a corto, mediano o largo plazo (con diverso grado de certeza); algunos son localizados y otros globales; algunos son graduales y otros abruptos; algunos son reversibles y otros no; algunos pueden tener consecuencias positivas, pero la mayoría son adversos.
Los efectos ambientales incluyen el aumento de la temperatura oceánica, la acidificación del océano, el retroceso de los glaciares, el deshielo ártico, la subida del nivel del mar, una posible parada de la circulación oceánica, extinciones masivas, desertificación, fenómenos meteorológicos extremos, cambios climáticos abruptos y efectos a largo plazo.
Los efectos económicos y sociales incluyen cambios en la productividad agrícola, expansión de enfermedades, una posible apertura del paso del Noroeste, inundaciones, impacto sobre pueblos indígenas, migraciones ambientales y guerras climáticas.
Los efectos futuros del cambio climático variarán dependiendo de las políticas de cambio climático y el desarrollo social. Las dos principales políticas para enfrentar el cambio climático son la reducción de las emisiones de gases de efecto invernadero (mitigación) y la adaptación a sus efectos. La ingeniería climática es otra opción. Las políticas en el corto plazo podrían afectar significativamente los efectos a largo plazo. Políticas de mitigación estricta podrían limitar el calentamiento global para 2100 en cerca de 2 °C o menos, en relación con niveles preindustriales. Sin mitigación, un aumento en la demanda energética y el uso amplio de combustibles fósiles podrían llevar a un calentamiento global de alrededor de 4 °C. Con magnitudes superiores sería más difícil adaptarse e incrementaría el riesgo de impactos negativos.

## Efectos ambientales

### Océanos

#### Aumento de la temperatura oceánica
Desde 1961 hasta 2003, la temperatura global del océano ha subido 0.1 °C desde la superficie hasta una profundidad de 700 m. Hay una variación entre año y año y sobre escalas de tiempo más largas con observaciones globales de contenido de calor del océano mostrando altos índices de calentamiento entre 1991 y 2003, pero algo de enfriamiento desde 2003 hasta 2007. La temperatura del océano Antártico se elevó 0.7 °C entre los años cincuenta y ochenta, casi el doble de la media para el resto de los océanos.
Además de tener efectos para los ecosistemas (por ejemplo, fundiendo el hielo del mar, afectando el crecimiento de las algas bajo su superficie), el calentamiento reduce la capacidad del océano de absorber el CO2.

#### Acidificación del océano
La acidificación del océano es el proceso prolongado de reducción del pH de los océanos, que ocurre principalmente debido al intercambio de dióxido de carbono (CO2) con la atmósfera. Este intercambio de CO2 ocurre de manera natural, pero desde la Revolución Industrial los niveles de CO2 atmosférico se han incrementado desde aproximadamente 280 partes por millón (ppm) hasta superar los 400 ppm en 2018. La escala temporal de ambos procesos es diferente y tiene su origen en el ciclo del carbono. 
Este incremento de las emisiones de CO2 está relacionado con actividades humanas como la combustión de combustibles fósiles, la deforestación, y la fabricación de productos industriales como el cemento. Aproximadamente un tercio de este CO2 atmosférico adicional producido por humanos ha sido absorbido por los océanos. Esto hace que los océanos sean los sumideros de carbono más importantes del planeta. Cuando el CO2 se disuelve produce cambios químicos en las aguas marinas que llevan a una disminución en su pH, haciéndolas más acídicas.

#### Retroceso de los glaciares
El retroceso de los glaciares desde 1850 afecta la disponibilidad de agua fresca para riego y uso doméstico, recreación de montaña, animales y plantas que depende del deshielo glaciar y, a más largo plazo, al nivel de los océanos. Estudiado por glaciólogos, la coincidencia temporal del retroceso glaciar con el aumento de gases de efecto invernadero observado en la atmósfera se cita frecuentemente como prueba de apoyo al calentamiento global. Cadenas montañosas de latitud media como los Himalayas, los Alpes, las Montañas Pedregosas, la Cordillera de las Cascadas y el sur de los Andes, así como cumbres tropicales aisladas como el Monte Kilimanjaro en África, están mostrando algunas de las pérdidas glaciares proporcionalmente más grandes.
El balance de masa glaciar es el determinante clave de la salud de un glaciar. Si la cantidad de la precipitación congelada en la zona de acumulación supera la cantidad del hielo glacial perdido debido al derretimiento en la zona de ablación el glaciar avanzará; si la acumulación es menor a la ablación, el glaciar retrocederá. Los glaciares en retroceso tendrán equilibrios de masa negativa y si no encuentran un equilibrio entre acumulación y ablación, finalmente desaparecerá.
La Pequeña Edad de Hielo fue un periodo desde aproximadamente 1550 a 1850 durante el que el mundo experimentó temperaturas relativamente más frescas comparadas con el presente. Posteriormente, hasta cerca de 1940, los glaciares alrededor del mundo retrocedieron ya que el clima se calentó sustancialmente. El retroceso glacial se ralentizó e incluso se invirtió temporalmente, en muchos casos, entre 1950 y 1980 cuando las temperaturas globales disminuyeron ligeramente. Desde 1980, un calentamiento global significativo ha llevado a un retroceso de los glaciares acelerado y ubicuo, tanto que algunos glaciares han desaparecido completamente y amenaza la existencia de muchos de los restantes. En lugares como los Andes de América del Sur y los Himalayas en Asia, la desaparición de los glaciares en estas regiones tiene el potencial de impactar los suministros de agua en estas áreas.
El retroceso de los glaciares de montaña, notablemente en América del Norte occidental, Asia, los Alpes y las regiones tropical y subtropical de América del Sur, África e Indonesia, proporciona prueba para el aumento de las temperaturas globales desde el siglo XIX tardío.

#### Deshielo ártico
El deshielo ártico es la conjunción de la disminución de la banquisa ártica y, en último término, del deshielo de la capa de hielo de Groenlandia.  Según las predicciones, el ártico sería navegable en 2020, al quedar el polo norte libre de hielo.  Empleando supercomputadoras, se determinó que en 2013 ya no habría hielo en el ártico. Otra predicción científica es que ya en 2017 o 2018 no habría hielo en el polo y que los barcos navegarían libremente en el ártico.
El área de la banquisa seguirá disminuyendo en el futuro, según los modelos informáticos, aunque no hay consenso sobre cuánto se derretirá durante los veranos. Hasta el momento los análisis científicos no han detectado que jamás el océano Ártico se deshelase estacionalmente durante los últimos 700 000 años, a pesar de haber existido períodos más cálidos. Los científicos siguen estudiando las causas y consecuencias de la alteración de la circulación atmosférica, el calentamiento del océano Ártico o la alteración de la corriente marina como la corriente del Golfo.
El grupo intergubernamental de expertos sobre el cambio climático (IPCC) reportó: «El calentamiento ártico, indicado como temperaturas máximas y mínimas diarias, ha sido equivalente al de cualquier otra parte del mundo». Al reducirse  la superficie de hielo disminuye el efecto albedo y refleja menos energía solar al espacio, por lo tanto, se acelerará la reducción.
En verano de 2007 la banquisa alcanzó su mínima extensión con un deshielo dramáticamente rápido. Durante el invierno de 2007-2008 la mayoría de la banquisa derretida se «recongeló» y se acercó a la extensión de anteriores años. Sin embargo, en las zonas de hielo perenne el espesor que se midió era más delgado que en el invierno anterior. En el templado verano de 2008 la banquisa estuvo en la línea de la de 2007, aunque ligeramente superior.
En los meses de marzo y abril de 2008 su extensión fue la segunda mayor de los últimos 10 años, y según los datos emitidos por el IARC-JAXA el 11 de diciembre del 2008 la extensión alcanzó los 11.678.894 km², la mayor del siglo XXI en las mismas fechas, aunque el volumen de hielo se disminuyó a una velocidad sin precedentes.
Hasta octubre de 2013, se ha observado en el Ártico un deshielo menor a lo esperado. Al final del período de derretimiento, el satélite Cryosat ha detectado una masa de hielo de 9000 km³, con un incremento del 50% respecto al valor observado en el mismo período del año 2012. Sin embargo, los expertos alertan respecto a un excesivo optimismo.

#### Subida del nivel del mar
Las mediciones de los mareógrafos muestran que el actual aumento global del nivel del mar comenzó a principios del siglo XX. Entre 1901 y 2018, el promedio mundial del nivel del mar aumentó entre 15 y 25 cm.: 5, A.1.7  Los datos más precisos recopilados de las mediciones de radar satelital revelan un aumento acelerado de 7.5 centímetros entre los años 1993 y 2017, : 1554 para una tasa promedio de 31 mm por década. Esta aceleración se debe principalmente al cambio climático, que calienta (y por lo tanto infla) el océano y derrite las capas de hielo y los glaciares terrestres. Entre 1993 y 2018, la expansión térmica del agua contribuyó en un 42 % al aumento del nivel del mar; el derretimiento de glaciares templados en un 21 %; Groenlandia, 15 %; y Antártida, 8 %.: 1576 Los científicos del clima esperan que la tasa se acelere aún más durante el siglo XXI, y las últimas mediciones indican que el nivel del mar está aumentando en un 3.7 mm por año.
Proyectar el nivel del mar en el futuro es un desafío debido a la complejidad de muchos aspectos del sistema climático y a los largos retrasos en las reacciones del nivel del mar a los cambios de temperatura de la Tierra. A medida que la investigación climática sobre los niveles del mar pasados y presentes conduce a modelos informáticos mejorados, las proyecciones han aumentado constantemente las cifras del aumento del nivel del mar. En 2007, el Panel Intergubernamental sobre Cambio Climático (IPCC) proyectó una estimación de altas emisiones de 60 centímetros hasta 2099, pero su informe de 2014 elevó la estimación de altas emisiones a alrededor de 90 centímetros. Varios estudios posteriores han concluido que un aumento global del nivel del mar de 200 a 200–270 centímetros en este siglo es «físicamente plausible».  Una estimación conservadora de las proyecciones a largo plazo es que cada grado Celsius de aumento de la temperatura provoca un aumento del nivel del mar de aproximadamente 2.3 metros durante un período de dos milenios (2000 años), lo cual constituye un ejemplo de inercia climática. En febrero de 2021, un artículo publicado en Ocean Science sugirió que las proyecciones anteriores sobre el aumento del nivel del mar global para 2100 informadas por el IPCC probablemente eran conservadoras y que los niveles del mar aumentarán más de lo esperado.
El nivel del mar no subirá uniformemente en todas partes de la Tierra, e incluso bajará ligeramente en algunos lugares, como el Ártico. Los factores locales incluyen efectos tectónicos y hundimiento de la tierra, mareas, corrientes y tormentas. El aumento del nivel del mar puede afectar considerablemente a las poblaciones humanas en las regiones costeras e insulares. Se esperan extensas y continuas inundaciones costeras producto de varios grados de calentamiento sostenidos durante los próximos milenios. Otros efectos provocados por el aumento del nivel del mar son mayores marejadas ciclónicas y tsunamis más peligrosos, el desplazamiento de poblaciones, la pérdida y degradación de tierras agrícolas y daños en las ciudades. Los entornos naturales como los ecosistemas marinos también se ven afectados, con peces, aves y plantas que pierden partes de su hábitat.

#### Parada de la circulación oceánica

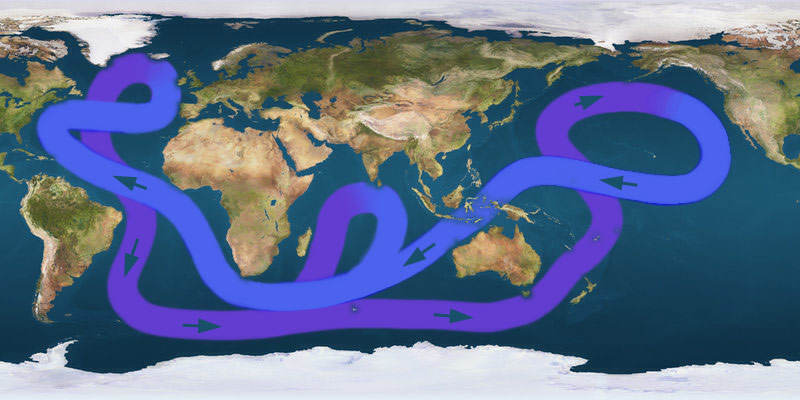
La corriente profunda, más fría y más salina, está representada en color violeta, la corriente más cálida y menos salina en color azul.

La circulación oceánica o termohalina es muy importante por su participación en el flujo neto de calor desde las regiones tropicales hacia las polares, sin la que no se comprendería el clima terrestre. Esta corriente se puede describir como un flujo de agua superficial que se calienta en el océano Pacífico y el Índico hasta el Atlántico, en cuyas latitudes tropicales sigue recibiendo calor, para finalmente hundirse en el Atlántico Norte, retornando en niveles más profundos.
Se especula que el calentamiento del planeta podría producir una parada o retardo en la circulación de estas corrientes marinas, provocando un enfriamiento o un menor calentamiento en el Atlántico Norte. Esto afectaría particularmente a áreas como Escandinavia y Gran Bretaña, que son calentadas por la corriente del Atlántico Norte. Más significativamente, podría llevar a una situación oceánica de anoxia.
La posibilidad de este colapso en la circulación no es clara. Hay ciertas evidencia de la estabilidad de la corriente del Golfo y posible debilitamiento de la corriente del Atlántico Norte. Sin embargo, el grado de debilitamiento, y si será suficiente para parar las corrientes termohalinas, está bajo discusión. Sin embargo no se ha encontrado ningún enfriamiento en el norte de Europa y los mares cercanos. Si se corta la corriente termohalina el ser humano estará en graves problemas, pues hace 250 millones de años una falla en esta corriente produjo la extinción de más del 90 % de la vida.[cita requerida]

### Extinción masiva
La mayoría de los biólogos creen que estamos en el comienzo de una extinción en masa antropogénica que se está acelerando de manera aterradora. La tasa de extinción de especies actual se estima de cien a mil veces mayor que la tasa de extinción de «base» o nivel medio de la evolución del planeta. Además, la tasa actual de extinción es, por tanto, de diez a cien veces mayor que en cualquiera de las extinciones en masa de la historia de la Tierra. Por otro lado, concierne a una gran cantidad de plantas, lo que la diferencia de las extinciones anteriores.
El ritmo de extinción actual parece más acelerado si se sigue la tradición que separa la extinción reciente (aproximadamente desde la Revolución Industrial) de la extinción del Pleistoceno, cerca del final de la reciente glaciación. Por otra parte, al considerar únicamente el impacto humano, podríamos decir que la vulnerabilidad de las especies y su ritmo de extinción aumenta simplemente con el aumento de la población humana, y por lo tanto no habría necesidad de separar la extinción masiva del Holoceno de la extinción reciente.
Algunos estudios predicen que al ritmo actual, se podría perder el 50 % de las especies de animales y plantas antes de fin de siglo. Otros estudios más recientes predicen la extinción de entre un 18 % y un 35 % de una muestra de 1103 animales y plantas para el 2050, basado en las proyecciones futuras del clima. Sin embargo, pocos estudios mecánicos han documentado la extinción debida al reciente cambio climático y un estudio sugiere que las proyecciones de las tasas de extinción son inciertas.
La tasa de extinción está minimizada, en la imaginación popular, por la supervivencia de las poblaciones de animales en cautividad, pero que han «desaparecido en la naturaleza» (ciervo del padre David, etc), por la supervivencia marginal de la megafauna, de la que se hace una gran publicidad en los medios de comunicación, pero que están «ecológicamente extintas» (panda gigante, rinoceronte de Sumatra, tejón de pies negros de América del Norte, etc) y por la ignorancia total que se tiene de las extinciones de artrópodos. Algunos ejemplos notables de la extinción de mamíferos modernos «carismáticos» son:
- El bisonte en Europa
- El tarpán en Europa
- El otario de Japón
- El quagga, un primo de la cebra, en Sudáfrica
- La vaca marina de Steller o «vaca marina» (una especie de dugongo o manatí)
- El tigre de Tasmania, un marsupial por la caza de estos seres y por la destrucción de sus hábitats

Muchas aves se extinguieron debido a la actividad humana, especialmente las aves endémicas de las islas, incluyendo muchas aves que no volaban. Entre las especies de aves desaparecidas notables se incluyen:
- El dodo, un ave columbiforme que no volaba, en las islas Mauricio y del océano Índico
- El alca gigante de las islas del Atlántico Norte
- La paloma migradora de América del Norte
- Varias especies de moas, aves gigantes que no vuelan, en Nueva Zelanda
- La cotorra de Carolina del sudeste de Estados Unidos
- El cuco de Delalande en las islas del Pacífico

También es posible que haya cambios en el tiempo de los eventos estacionales (como el florecimiento precoz de las plantas) y un reverdecimiento del Sahara.
Las principales causas de la extinción masiva actual son las actividades humanas, incluida la deforestación, la destrucción de otros hábitats, la caza, la caza furtiva, la introducción de especies no locales y el cambio climático. El declive en las poblaciones de anfibios también ha sido identificada como un indicador de la degradación del medio ambiente.
Las pruebas de todas las extinciones anteriores son de naturaleza geológica, y la más corta escala de tiempo geológico es del orden de varios cientos de miles a varios millones de años. Incluso las extinciones causadas por eventos instantáneos tales como el impacto del asteroide de Chicxulub, que es actualmente el mejor ejemplo, se extienden por el equivalente de muchas vidas humanas, debido a complejas interacciones ecológicas que son desencadenadas por el evento.

### Desertificación
La desertificación es un proceso de degradación ecológica en el que el suelo fértil y productivo pierde total o parcialmente el potencial de producción.
Las causas de la desertificación son la deforestación y destrucción de la cubierta vegetal, la subsiguiente erosión de los suelos, la sobreexplotación de acuíferos, la sobreirrigación y consecuente salinización de las tierras o la falta de agua. Con frecuencia el ser humano favorece e incrementa este proceso como consecuencia de actividades como el cultivo y el pastoreo excesivos o la deforestación.
El cambio climático también puede ser una causa de la desertificación mediante la reducción o las alteraciones en los patrones de las precipitaciones, lo cual provoca un mayor estrés hídrico y largos periodos de sequía en distintas zonas de África, Europa y Asia. Esta escasez de lluvias tendría también efecto directo en los cultivos de secano provocando una reducción de producción de los mismos. Estos aumentos de temperatura y la reducción de las cantidades de lluvia provocarán la desaparición de gran parte de los bosque de América Latina.

### Fenómenos meteorológicos extremos
Se espera que los cambios en el clima regional incluyan un mayor calentamiento en tierra, en su mayoría en las latitudes altas del norte, y el menor calentamiento en el océano Austral y partes del océano Atlántico Norte.
Se prevé que los cambios futuros en las precipitaciones sigan las tendencias actuales, con precipitaciones disminuidas en las zonas subtropicales en tierra y aumentadas en las latitudes subpolares y algunas regiones ecuatoriales. Las proyecciones sugieren un probable incremento en la frecuencia y severidad de algunos fenómenos meteorológicos extremos, como las olas de calor. Un estudio publicado por Nature Climate Change en 2015 dice:

Un 18 % de las precipitaciones diarias moderadamente extremas en tierra son atribuibles al aumento de la temperatura observado desde la época preindustrial, que a su vez es resultado principalmente de la influencia humana. Para 2 °C de calentamiento, la fracción de precipitaciones extremas atribuibles a la influencia humana se eleva a cerca del 40 %. Del mismo modo, en la actualidad alrededor del 75 % de las precipitaciones diarias moderadamente extremas en tierra son atribuibles al calentamiento. Es para los fenómenos más raros y extremos la fracción antrópica más grande y esa contribución incrementa de forma no lineal con un mayor calentamiento.

El análisis de datos de eventos extremos desde 1960 hasta 2010 sugiere que las sequías y olas de calor surgen simultáneamente con una frecuencia aumentada. Han aumentado los eventos extremos de humedad o sequía ocurridos en el periodo monzónico desde 1980.
Hay un aumento notable en la actividad de los ciclones tropicales en el Norte del Océano Atlántico desde 1970, en correlación con el incremento de las temperaturas de las superficies oceánicas (véase Oscilación Multidecadal Atlántica), pero la detección de las tendencias a largo plazo se ve complicada por la calidad de los registros de rutina anteriores a las observaciones por satélite. El sumario también señala que no existe una clara tendencia en el número anual de ciclones tropicales de todo el mundo. El calentamiento global también dará lugar muy probablemente a ciclones más intensos a nivel del promedio global de la Tierra. Según los modelos de previsión, a lo largo de este siglo en el porcentaje de ciclones más intensos se incrementará entre un 2 % y 11 % a nivel global. Aunque serán más fuertes, también se darán en menor cantidad.

### Cambios abruptos
Un cambio climático abrupto ocurre cuando el sistema climático es forzado a seguir una transición a un nuevo estado a una tasa determinada por el propio sistema climático, y que es más rápida que la tasa de cambio del forzamiento externo. Ejemplos de cambio climático abrupto son el final del colapso de lluvias en el Carbonífero, el Dryas Reciente, eventos Dansgaard-Oeschger, y posiblemente también el máximo térmico del Paleoceno-Eoceno.
Los gases de efecto invernadero tienen un impacto cada vez mayor en el día a día del mundo entero. Hacemos un recorrido por la ciencia para explicar qué es exactamente el calentamiento global que provoca el cambio climático y cuáles son sus consecuencias.
Es un cambio en el sistema climático a escala mundial, y que tiene lugar durante un período muy corto de tiempo desde el punto de vista geológico y climático (unas décadas o menos). Este cambio produce interrupciones significativas en los sistemas naturales, originando perturbaciones sociales y económicas, capaces de poner en riesgo la humanidad.
El término también se utiliza en el contexto del calentamiento global para describir el cambio climático repentino detectable en la escala de tiempo de una vida humana. Una de las razones propuestas para el cambio climático abrupto observado es que existen sistemas de realimentación dentro del sistema climático que atenúan las pequeñas perturbaciones causando una variedad de estados estables.
Algunos cambios abruptos también pueden ser irreversibles. Un ejemplo de un cambio climático abrupto es la rápida liberación de metano y dióxido de carbono del permafrost, lo que llevaría a un calentamiento global amplificado, o el bloqueo de la circulación termosalina. La comprensión científica del cambio climático abrupto es en general pobre. La probabilidad de cambios abruptos para algunas retroalimentaciones climáticas puede ser baja. Los factores que pueden aumentar la probabilidad de un cambio climático abrupto incluyen un calentamiento global de mayor magnitud, una mayor rapidez y un calentamiento sostenido durante periodos de tiempo más largos.

### Efectos a largo plazo
En la escala de siglos a milenios, la magnitud del calentamiento global será determinada principalmente por las emisiones antrópicas de CO2. Esto se debe a que el dióxido de carbono posee un tiempo de vida en la atmósfera muy largo.
Estabilizar la temperatura media global requeriría grandes reducciones en las emisiones de CO2, además de otros gases de efecto invernadero como el metano y el óxido de nitrógeno. Respecto al CO2, las emisiones necesitarían reducirse en más del 80 % con respecto a su nivel máximo. Incluso si esto se lograse, las temperaturas globales permanecerían cercanas a su nivel más alto por muchos siglos. Otro efecto a largo plazo es una respuesta de la corteza terrestre al derretimiento del hielo y la desglaciación, en un proceso llamado ajuste posglaciar, cuando las masas de tierra ya no estén deprimidas por el peso del hielo. Esto podría provocar corrimientos de tierra y el aumento de las actividades sísmica y volcánica. Las aguas oceánicas más cálidas que descongelan el permafrost con base oceánica o la liberación de hidratos de gas podrían causar corrimientos submarinos, que a su vez pueden generar tsunamis. Algunas regiones como los Alpes Franceses ya muestran signos de un aumento en la frecuencia de corrimientos.

## Efectos económicos
Existen muchas estimaciones que han sido publicadas sobre los beneficios económicos netos y los costos del cambio climático en todo el mundo.
En 2006, Nicholas Stern, economista de desarrollo y economista jefe del Banco Mundial, advirtió que el cambio climático podría reducir el crecimiento mundial si no se toman medidas. En su informe, Stern sugiere que el 1 % del PIB mundial se debería invertir con el fin de mitigar los efectos del cambio climático, que el hecho de no hacerlo podría provocar una recesión de hasta el 20 % del PIB mundial, y que el cambio climático amenaza con provocar el mayor fracaso comercial jamás visto.
En 2013, Rachel Kyte, vicepresidente para Desarrollo Sostenible del Banco Mundial anunció que el costo económico por los desastres naturales aumentó cuatro veces desde 1980.
En 2015, estimaciones con base en el escenario de emisiones del IPCC A1B, con liberación extra de CO2 y metano proveniente del permafrost, calcularon los daños asociados a los impactos en 43 billones USD.

### Seguros
Una industria muy directamente afectada por los riesgos es el sector de los seguros, el número de grandes desastres naturales se ha triplicado desde la década de 1960, y el aumento de las pérdidas aseguradas. Según un estudio, 35-40 % de las peores catástrofes han sido relacionados con el cambio climático. Durante las tres últimas décadas, la proporción de la población mundial afectada por desastres relacionados con el clima se ha duplicado en la tendencia lineal, pasando de aproximadamente del 2 % en 1975 a 4 % en 2001.
Unos informes de junio de 2004 por la Asociación de Aseguradoras Británicas declaró «El cambio climático no es una cuestión remota para las generaciones futuras». La Comisión tomó nota de que los riesgos meteorológicos para los hogares y los bienes aumentaron de 2-4 % por año debido a los cambios de clima, y que las reclamaciones en daños por tormentas e inundaciones en el Reino Unido se han duplicado, a más de seis millones de libras esterlinas durante el período 1998-2003, en comparación con los cinco años anteriores. Los resultados son el aumento de las primas de seguros, y el riesgo de que en algunas zonas de inundación el seguro se convertirá en inasequible para algunos.
Instituciones financieras, incluido el mundo de las dos mayores compañías de seguros, Munich Re y Swiss Re, advirtió en un estudio de 2002 que «la creciente frecuencia de eventos climáticos graves, junto con las tendencias sociales» podría costar casi ciento cincuenta millones de dólares en los EE. UU. cada año durante la próxima década.

### Transporte
En cuanto al transporte buena parte de las infraestructuras actuales se verán dañadas por el cambio del clima (aumento de la temperatura, lluvias torrenciales, etc.), lo que provocará mayores inversiones para su reparación y renovación tanto en carreteras, aeropuertos (pistas de aterrizaje), vías férreas y oleoductos.

### Agricultura
El cambio climático y la agricultura son dos procesos relacionados entre sí que dañan y destruyen al mundo.
El cambio climático afecta a la agricultura de diferentes maneras; los impactos se relacionan con el incremento de la temperatura promedio, la modificación del patrón de precipitaciones, el aumento de la frecuencia e intensidad de eventos climáticos extremos (sequía, inundaciones, tornados, ciclones, olas de calor), el incremento de la concentración de dióxido de carbono, el deshielo y la interacción entre estos elementos, los cuales influyen en la producción de alimentos y amenazan la seguridad alimentaria.
A la vez, las actividades agropecuarias han contribuido en el cambio climático a través de las emisiones de gases de efecto invernadero, principalmente de dióxido de carbono, metano y óxido nitroso. El exceso de estos gases en la atmósfera han perturbado la capacidad de la Tierra para regular la temperatura, y son responsables de inducir el calentamiento global y forzar el cambio climático.
El cambio climático ya está afectando la agricultura, y se prevé que los impactos se agraven en los próximos años con diferentes grados de severidad y complejidad, pudiendo ser variables de acuerdo con la región geográfica y las condiciones particulares del contexto climático y socioeconómico de los sistemas de producción alimentaria.
Los periodos de sequía prolongados, las olas de calor, la reducida disponibilidad de agua y el exceso de precipitaciones disminuyen el rendimiento de los cultivos y afectan a la salud y el bienestar del ganado, y con ello la disponibilidad de alimentos. El cambio climático es una amenaza para la seguridad alimentaria; en particular, las poblaciones más vulnerables serán las más afectadas.

### Defensa de inundaciones

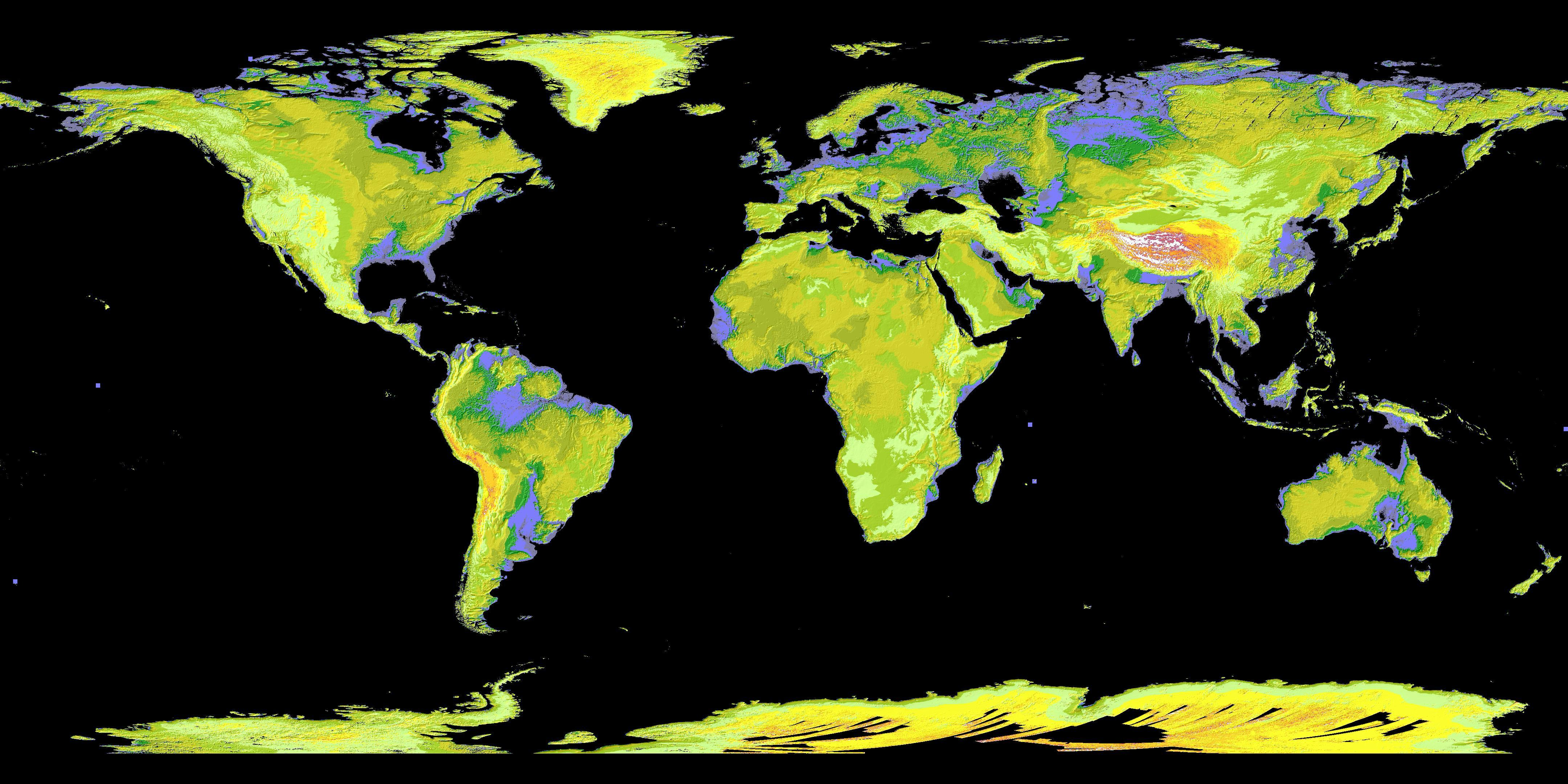
En este mapa, las zonas mostradas en púrpura son aquellas zonas vulnerables a la subida del nivel del mar

En los países en desarrollo, los más pobres suelen vivir en llanuras de inundación, porque es el único espacio disponible, o tierras agrícolas fértiles. Estos asentamientos suelen carecer de infraestructuras tales como diques y sistemas de alerta temprana. Las comunidades más pobres también tienden a carecer de seguros, de ahorros o de acceso al crédito necesario para recuperarse de los desastres.

### Paso del Noroeste

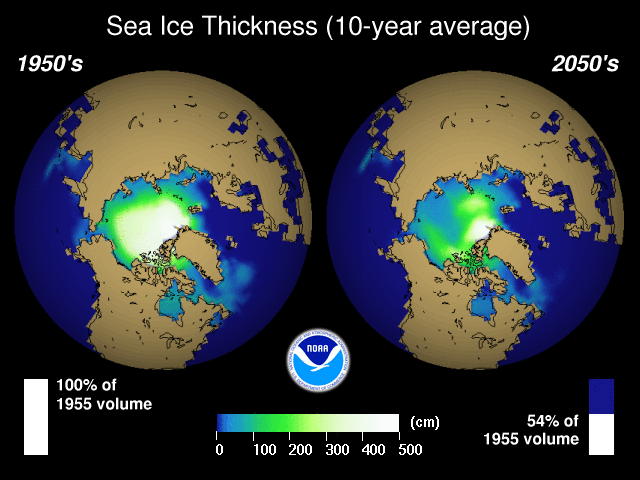
Espesores de hielo en el océano Ártico (1950-2050)

La fusión de hielo ártico puede abrir el paso del Noroeste en verano, lo que reduciría en 5000 millas náuticas (9000 km) las rutas marítimas entre Europa y Asia. Esto sería de particular beneficio para los superpetroleros que son demasiado grandes para pasar a través del Canal de Panamá y en la actualidad tienen que ir alrededor de la punta de América del Sur. Según el Servicio Canadiense del Hielo, la cantidad de hielo en el este de Canadá el Archipiélago Ártico disminuyó un 15 % entre 1969 y 2004.
En septiembre de 2007, el casquete glaciar del Ártico se retiró lo suficiente para el pasaje del Noroeste para convertirse en navegable para la navegación por primera vez en la historia.
En agosto de 2008, la fusión de los hielos marinos al mismo tiempo abierto el pasaje del Noroeste y la Ruta del Mar del Norte, por lo que es posible navegar todo el hielo del Ártico. Los científicos estiman que esto no ha sucedido en 125 000 años. El pasaje del Noroeste se abrió el 25 de agosto de 2008, y el resto de la lengua de hielo bloqueando la Ruta del Mar del Norte se disolvió pocos días después. Debido a la contracción del Ártico, el grupo Beluga de Bremen, Alemania, anunció planes para enviar el primer barco a través de la Ruta del Mar del Norte.

## Efectos de salud

### Efectos directos del aumento de las temperaturas
El efecto más directo del cambio climático sobre los humanos probablemente será el impacto que tendrán sobre los mismos las altas temperaturas que se alcanzarán. Estas temperaturas extremas conllevarán un incremento en el número de muertes, debido fundamentalmente a que el sistema cardiovascular de las personas con enfermedades cardíacas, no será capaz de soportar el enorme esfuerzo que el cuerpo deberá realizar para mantenerse refrigerado en los periodos más cálidos. Por esto, diversos doctores han anunciado que el calentamiento global podría significar un incremento en el número de enfermedades relacionadas con el corazón. Además de esto, estas variaciones en la temperatura acarrearán consigo un aumento en los problemas de carácter respiratorio, y en los episodios de extenuación y deshidratación como las lipotimias.
Otro importante problema que desencadenará esta subida en la temperatura media del planeta será el incremento, en las capas limítrofes de la atmósfera con la tierra, de las partículas de ozono, un gas que aunque su presencia en la estratosfera nos proporciona enormes beneficios por filtrar los rayos solares nocivos, al nivel del suelo resulta altamente contaminante, lo cual representará un gran inconveniente, fundamentalmente para personas con asma y con problemas respiratorios.
Por otro lado, este aumento de temperatura provocará a su vez un descenso en la mortalidad causada por el frío extremo que se produce en algunas regiones del planeta en el periodo invernal. Por esto, el número de muertes anuales debido a los factores climáticos podría no aumentar.
Palutikof y otros científicos estimaron en 1996 que un aumento de 1 °C en la temperatura media global, supondría, en al área que comprende a Reino unido y Gales, una reducción de 7000 muertes anuales. A su vez, un artículo de Keatinge y otros publicado en 2000 sugiere que cualquier incremento en la mortalidad debido al aumento en la temperatura será contrarrestado con creces por el enorme descenso en el número de muertes causadas por el frío.
Sin embargo, un informe del gobierno muestra, en el Reino Unido, un descenso en la mortalidad debido al calentamiento sufrido hasta esta última década, pero predice un aumento en el número de muertos en el futuro si el calentamiento continua como hasta ahora.
Las olas de calor en Europa del año 2003 causaron la muerte de entre veintidós mil a treinta y cinco mil personas. Peter A. Stott, del Hadley Centre for Climate Prediction and Research ha estimado con una fiabilidad del 90 %, que la influencia sobre el clima, del ser humano en el pasado, fue la causa de que esta ola de calor alcanzara al menos una potencia destructora dos veces mayor de lo que hubiese alcanzado sin esta influencia de carácter humano.
Como dato de interés cabe añadir que en el Reino Unido mueren cada año más de cien personas por frío, mientras que lo hacen el doble por calor.

### Expansión de enfermedades

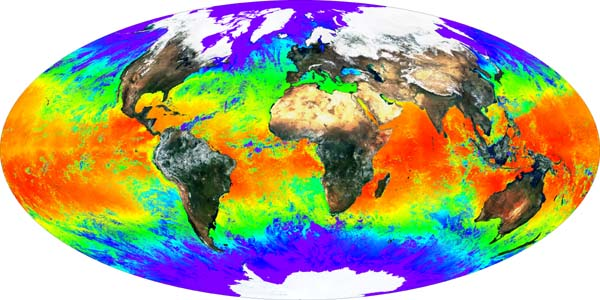
Temperatura en la superficie terrestre.

El calentamiento global puede extender las zonas de acción de los vectores víricos, propiciando la transmisión de enfermedades de carácter infeccioso como el dengue y la malaria. En los países menos desarrollados, esto sencillamente potenciará todavía más las elevadas tasas de incidencia de estos males, mientras que en los países más desarrollados, en los cuales estas enfermedades habían sido erradicadas, o se controlaban mediante la vacunación, o simplemente con medidas higiénicas o con pesticidas, las consecuencias se sentirán más en la economía que en la salud. Además, los vectores de enfermedad liberados por el derretimiento del hielo polar o por la expansión de los rangos geográficos de los vectores existentes podrían provocar el regreso de algunas plagas antiguas.
La Organización Mundial de la Salud (OMS-WHO), ha alertado de que el calentamiento global podría incrementar el número de enfermedades causadas por parásitos, en toda Europa, principalmente, debido a un aumento en las poblaciones de garrapatas, mosquitos, moscas y parásitos intestinales. También otras enfermedades, como la malaria podrían reaparecer en zonas que comprendan a países desarrollados, como Europa, cuya última epidemia tuvo lugar en los países bajos en 1950, y los Estados Unidos, en los cuales la malaria ha sido endémica en al menos 36 estados hasta 1940. siendo erradicada por completo en 1949, con la introducción del DDT.
También recientemente se ha descubierto que la malaria ha comenzado a darse en las altas regiones de Nueva Guinea, en las que debido a su clima demasiado frío, los mosquitos portadores no podían sobrevivir hasta hace escasos años.
La OMS estima en 150000 las muertes anuales como consecuencia del cambio climático, de las cuales, la mitad se localizarán en la región de Asia y todo el Pacífico. Cada año, los niveles crecientes de smog pueden causar millones de muertes prematuras.

### Población infantil
El 29 de abril del 2008, un informe de UNICEF (United Nations International children's Emergency Fund) informaba de que el calentamiento global está reduciendo la calidad de vida de los niños más vulnerables y haciéndola más difícil, debido a la reducción de los accesos al agua potable y a las reservas de alimento que este supone, fundamentalmente en África y Asia. Así mismo se espera que enfermedades, desastres y violencia se intensifiquen y se hagan más frecuentes, empeorando el futuro de la infancia más pobre del mundo.

### Capacidades cognitivas
Podría haber descensos significativos en las capacidades cognitivas humanas debido a la posible triplicación (al final del siglo) de los niveles de dióxido de carbono en la atmósfera.

## Efectos sociales
Se han detectado en todo el mundo los efectos del cambio climático en los sistemas humanos, en su mayoría debido al calentamiento o cambios en los patrones de precipitación, o ambos. La producción de trigo y maíz a nivel mundial se ha visto afectada por el cambio climático. Pese a que la productividad agrícola se ha incrementado en algunas regiones de latitudes medias, como el Reino Unido y en el noreste de China, las pérdidas económicas debidas a fenómenos meteorológicos extremos han aumentado a nivel mundial. Ha habido una mortalidad vinculada al cambio de frío a calor en algunas regiones como resultado del calentamiento. Sus efectos se observan en más regiones que antes, en todos los continentes y a lo largo de zonas oceánicas.
Los futuros impactos sociales del cambio climático serán desiguales. Se espera que muchos riesgos aumenten con mayores magnitudes de calentamiento global. Todas las regiones están en riesgo de sufrir impactos negativos. Las zonas de baja latitud y de menor desarrollo se enfrentan a los mayores peligros. Un estudio de 2015 concluyó que el crecimiento económico (producto interno bruto) de los países más pobres se verá perjudicado por el calentamiento global proyectado mucho más de lo que se creía anteriormente.
Un metaanálisis de 56 estudios concluyó en 2014 que cada grado de temperatura adicional aumentará la violencia hasta un 20 %, la que incluye riñas, crímenes violentos, agitación social o guerras.
Los ejemplos de impactos incluyen:
- Comida: la productividad agrícola probablemente se verá afectada negativamente en los países de baja latitud, mientras que los efectos en latitudes septentrionales pueden ser positivos o negativos.[147] Niveles de calentamiento global de alrededor de 4.6 °C en relación con los niveles preindustriales podrían representar un gran peligro para la seguridad alimentaria mundial y regional.[148]
- Salud: en general los impactos serán más negativos que positivos.[149] Estos incluyen las consecuencias de los fenómenos meteorológicos extremos, que producen lesionados y pérdida de vidas humanas,[150] y los efectos indirectos, como la desnutrición provocada por las malas cosechas.[151]

En ausencia de un ajuste significativo de cómo miles de millones de humanos llevan a cabo sus vidas, es probable que partes de la Tierra se vuelvan inhabitables y otras partes horriblemente inhóspitas, tan pronto como a fines de este siglo. Miami, Bangladés y otras bajas áreas costeras podrían perderse en este siglo. Ciudades como Karachi y Kolkata serán inhabitables.

### Migraciones
Un refugiado ambiental, refugiado climático o emigrante ambiental es una persona obligada a migrar o ser evacuados de su región de origen por cambios rápidos o a largo plazo de su hábitat local, lo cual incluye sequías, desertificación, la subida del nivel del mar (es decir, las consecuencias del cambio climático). Según varias fuentes, aún no es posible identificar bien este subtipo de migración forzosa, en que aún no se ha definido de una manera que permita distinguir a los inmigrantes ambientales de emigrantes económicos o refugiados políticos.
En la década de 1990 se estimaba el número de refugiados ambientales en alrededor de 25 millones (los refugiados ambientales no están incluidos en la definición oficial de los refugiados, que sólo incluye a los migrantes que huyen de la persecución). El Grupo Intergubernamental de Expertos sobre el Cambio Climático (IPCC) estima que existirán 150 millones de refugiados en el año 2050, debido principalmente a los efectos de las inundaciones costeras, la erosión costera y los trastornos agrícolas (150 millones significa el 1,5% de la población mundial estimada para el año 2050 (unos 10 mil millones).

### Pueblos indígenas
Los pueblos indígenas se encuentran entre los más afectados por el cambio climático, ya que su supervivencia depende de los recursos naturales de su entorno y cualquier cambio, como por ejemplo sequías extremas, pueden amenazar su vida. Por la disminución del agua estos pueblos pierden su terreno cultural y forma de vida por generaciones, donde múltiples culturas han creado formas sociales, culturales y artísticas en torno al ecosistema, causando un desplazamiento de pueblos indígenas a ciudades desarrolladas.
En un informe publicado en 2009, la ONG Survival International denunciaba el impacto de las medidas de mitigación del cambio climático sobre los pueblos indígenas, como los biocombustibles, la energía hidroeléctrica, la conservación de los bosques y la compensación de las emisiones de carbono. Según el informe, dichas medidas facilitan a gobiernos y empresas violar sus derechos y reclamar y explotar sus tierras.
El cambio climático ha alterado los medios de subsistencia de los pueblos indígenas del Ártico y hay evidencia emergente de sus impactos en los medios de subsistencia de los pueblos indígenas de otras regiones.

### Inundaciones
Como consecuencia de la subida del nivel del mar, se espera que las inundaciones amenacen la infraestructura vital y los asentamientos humanos en islas pequeñas y grandes deltas. Esto podría llevar a problemas de falta de vivienda en países con zonas bajas como Bangladés, así como la pérdida de patria de los habitantes de Maldivas y Tuvalu.

### Desarrollo
Los efectos combinados del calentamiento del planeta pueden tener consecuencias particularmente graves en las personas y los países sin los recursos necesarios para mitigarlos. Esto puede desacelerar el desarrollo económico y la reducción de la pobreza, y hacer más difícil alcanzar los Objetivos de Desarrollo del Milenio.
En octubre de 2004 el Grupo de Trabajo sobre el Cambio Climático y el Desarrollo, una coalición de desarrollo y organizaciones no gubernamentales del ambiente, emitió un informe sobre los efectos del cambio climático en el desarrollo.

### Infraestructura
La degradación continua del permafrost probablemente conducirá a una infraestructura inestable en las regiones árticas o Alaska antes de 2100. Por consiguiente, impactará caminos, oleoductos y edificación, además de la distribución de agua, y causará fallas de taludes.

### Seguridad
La Military Advisory Board, un comité de generales y almirantes americanos, expuso un informe titulado National Security and the Threat of Climate Change (Seguridad nacional y la amenaza del cambio climático). El informe predice que el calentamiento global tendrá implicaciones generales en el ámbito de la seguridad.
La secretaria de Asuntos Exteriores de Gran Bretaña, Margaret Beckett expuso que «Un clima inestable exacerbará varios de los temas actuales de conflicto, como los fenómenos migratorios y la competencia por los recursos.» Varias semanas antes de esto, los senadores de los Estados Unidos de América Chuck Hagel (R-NB) y Richard Durbin (D-IL) presentaron un proyecto al Congreso de los EUA que requería la colaboración de las agencias federales de inteligencia para evaluar los desafíos que supone el cambio climático.
En noviembre de 2007 dos grupos de presión de Washington, el ya consagrado Center for Strategic and International Studies (Centro para los Estudios Estratégicos e Internacionales) y el recientemente establecido Center for a New American Security (Centro para una Nueva Seguridad Americana), publicaron un informe analizando las implicaciones en la seguridad mundial de tres escenarios del calentamiento global.
El informe considera tres escenarios diferentes, dos con una perspectiva aproximada de 30 años, y otra para el período posterior a 2100. Sus conclusiones generales resumidas se encuentran a continuación:
- El escenario de cambio climático esperado en este informe, con un aumento en promedio mundial de la temperatura de 1.3 °C en 2040, puede ser razonablemente tomado como base para planificación nacional.
- En caso de cambio climático severo, correspondiente a un aumento en promedio de la temperatura global de 2.6 °C para 2040, eventos masivos no lineares en el medio ambiente global llevan a eventos sociales masivos no lineales.
- El escenario catastrófico, con temperaturas medias promedio que aumentan en 5.6 °C para el 2100, tiene fuertes y sorprendentes intersecciones con las mayores amenazas de seguridad de la actualidad: el cambio climático global y el terrorismo internacional llevado a cabo por extremistas islamistas.
- Las comparaciones históricas de civilizaciones previas y experiencias nacionales sobre fenómenos naturales como inundaciones, terremotos y enfermedades pueden ayudar a comprender cómo las sociedades se enfrentarán a cambios climático sin precedentes.
- Es probable que las áreas pobres y subdesarrolladas tengan menos recursos y menos resistencia para enfrentarse al cambio climático, incluso en sus manifestaciones más modestas y tempranas.
- Quizás los problemas más preocupantes asociados con los aumentos de las temperaturas y de los niveles de los mares provengan de migraciones de personas a gran escala, tanto dentro de las naciones como a través de las fronteras nacionales.
- El término «cambio climático global» es engañoso en el sentido de que en muchos aspectos variará intensamente de una región a otra.
- Algunos países pueden beneficiarse del cambio climático en el corto plazo, pero no habrá «ganadores».
- Los efectos del cambio climático agravarán las crisis y los problemas internacionales existentes.
- Carecemos de datos probados rigurosamente o modelos fiables para determinar con alguna certeza el itinerario y el ritmo de los aumentos de la temperatura o del nivel del mar asociados con el cambio climático en las próximas décadas.
- Cualquier futuro acuerdo internacional para limitar las emisiones de carbono tendrá considerables consecuencias geopolíticas y económicas.
- La escala de las consecuencias potenciales asociadas con el cambio climático - particularmente en los escenarios más calamitosos y distantes - hizo que sea difícil comprender la extensión y magnitud de los posibles cambios que se avecinan.
- Desde el punto de vista de la definición, una interpretación estrecha del término «seguridad nacional» puede ser lamentablemente inadecuada para las maneras en que las autoridades estatales puedan romperse en el caso del peor escenario de cambio climático global.

### Guerra
La guerra climática es el conflicto bélico cuyo origen puede atribuirse a fenómenos climáticos como el cambio climático, el calentamiento global y a los efectos de éstos, los cuales alterarán de manera radical las condiciones de vida -disminuyendo el acceso a recursos básicos como agua y alimentos-, desencadenando la violencia, la cual lleva al desplazamiento de refugiados y en numerosas ocasiones genocidios, limpiezas étnicas, terrorismo, reformulaciones territoriales en espacios con órganos estatales frágiles o que fracasaron en su conformación, provoca la instalación de un conflicto sistemático. En definitiva, la guerra climática suele tener como consecuencia una catástrofe social o colapso societal.

### Educación
El cambio climático está teniendo un impacto significativo en la educación, aunque sus efectos a menudo se pasan por alto en las discusiones sobre políticas climáticas. Los desastres naturales relacionados con el cambio climático, como incendios, olas de calor extremas, inundaciones y otros fenómenos meteorológicos cada vez más frecuentes, han destruido escuelas y forzado su cierre. Además, han dañado la infraestructura necesaria para el acceso a la educación, como puentes, carreteras y materiales de aprendizaje, lo que interrumpe el proceso educativo.
Estas interrupciones tienen repercusiones negativas en el aprendizaje, así como en la salud física y mental de los estudiantes. En los casos más graves, el personal académico, los estudiantes y sus familias han sufrido lesiones o incluso han perdido la vida debido a estos desastres, lo que podría tener consecuencias devastadoras a largo plazo para los sistemas educativos. La crisis climática también afecta otros aspectos fundamentales para la educación, como la calidad del aire, el acceso a agua potable, la producción de alimentos y la seguridad de la vivienda. Estos problemas aumentan el ausentismo escolar, fomentan la deserción y amenazan el bienestar y la seguridad de los estudiantes. 
Sin embargo, la educación también juega un papel crucial en la mitigación de estos efectos, al mejorar la resiliencia de los estudiantes frente a los eventos climáticos. Al proporcionar a los estudiantes las habilidades necesarias para responder y adaptarse a los desastres climáticos, la educación no solo reduce la vulnerabilidad de las personas al cambio climático, sino que también los empodera con la capacidad de innovar y encontrar soluciones. Esto es especialmente importante en contextos donde los recursos para la subsistencia están en riesgo.
Además, las personas con mayores niveles de educación tienden a reconocer más plenamente los desafíos que plantea el cambio climático, adoptan comportamientos más favorables al medioambiente y muestran una mayor preferencia por políticas que respondan a la crisis climática.Ante esta realidad, los sistemas educativos deben adaptarse para proteger a los estudiantes, especialmente a los más vulnerables, de estos impactos.
La importancia de la educación en la lucha contra el cambio climático es ampliamente reconocida. La UNESCO subraya que la educación es un componente clave en la promoción de acciones en favor del clima, ya que permite a las personas comprender y afrontar las repercusiones de la crisis climática. A través de la educación, se proporcionan los conocimientos, valores y habilidades necesarios para que los individuos puedan actuar como agentes de cambio. A nivel internacional, la importancia de la educación y la formación en la lucha contra el cambio climático ha sido ampliamente reconocida. La Convención Marco de las Naciones Unidas sobre el Cambio Climático, el Acuerdo de París y el programa de Acción para el Empoderamiento Climático (ACE) hacen un llamado a los gobiernos para que eduquen, empoderen e involucren a todas las partes interesadas, incluidos los grandes grupos, en la formulación de políticas y acciones relacionadas con el cambio climático.
Sin embargo, es importante no ignorar que el sector educativo también está siendo profundamente afectado por el cambio climático y los desastres naturales. En América Latina y el Caribe, por ejemplo, 277 millones de personas han sido afectadas por el cambio climático en los últimos 22 años, y se prevé que esta región será una de las más impactadas si la crisis climática continúa agravándose.

## Apocalipsis climático
El apocalipsis climático (también llamado distopía climática y colapso climático, entre otros nombres) es un escenario hipotético de cambio climático drástico que implica el derrumbamiento global de la civilización humana y la alta posibilidad de causar la extinción de la humanidad como un resultado directo o indirecto del calentamiento global y el colapso ecológico. Bajo una catástrofe global de esta escala, algunas o todas las partes de la Tierra pueden ser inhabitables como consecuencia de temperaturas extremas, eventos climáticos severos, incapacidad de los cultivos para desarrollarse y alteración de la composición de la atmósfera terrestre.